# Vitorlázás a 2004. évi nyári olimpiai játékokon
A 2004. évi nyári olimpiai játékokon a vitorlázásban tizenegy versenyszámot bonyolítottak le.

## Éremtáblázat
(A rendező ország csapata eltérő háttérszínnel, az egyes számoszlopok legmagasabb értéke vagy értékei vastagítással kiemelve.)
| A 2004. évi nyári olimpiai játékok éremtáblázata vitorlázásban | A 2004. évi nyári olimpiai játékok éremtáblázata vitorlázásban | A 2004. évi nyári olimpiai játékok éremtáblázata vitorlázásban | A 2004. évi nyári olimpiai játékok éremtáblázata vitorlázásban | A 2004. évi nyári olimpiai játékok éremtáblázata vitorlázásban | Olimpia  |
| -------------------------------------------------------------- | -------------------------------------------------------------- | -------------------------------------------------------------- | -------------------------------------------------------------- | -------------------------------------------------------------- | -------- |
|                                                                | Ország                                                         | Arany                                                          | Ezüst                                                          | Bronz                                                          | Összesen |
| 1.                                                             | Nagy-Britannia (GBR)                                           | 2                                                              | 1                                                              | 2                                                              | 4        |
| 2.                                                             | Brazília (BRA)                                                 | 2                                                              | 0                                                              | 0                                                              | 2        |
| 3.                                                             | Spanyolország (ESP)                                            | 1                                                              | 2                                                              | 0                                                              | 3        |
| 4.                                                             | Ausztria (AUT)                                                 | 1                                                              | 1                                                              | 0                                                              | 2        |
| 4.                                                             | Egyesült Államok (USA)                                         | 1                                                              | 1                                                              | 0                                                              | 2        |
| 4.                                                             | Görögország (GRE)                                              | 1                                                              | 1                                                              | 0                                                              | 2        |
| 7.                                                             | Franciaország (FRA)                                            | 1                                                              | 0                                                              | 1                                                              | 2        |
| 8.                                                             | Izrael (ISR)                                                   | 1                                                              | 0                                                              | 0                                                              | 1        |
| 8.                                                             | Norvégia (NOR)                                                 | 1                                                              | 0                                                              | 0                                                              | 1        |
|                                                                |                                                                |                                                                |                                                                |                                                                |          |
| 10.                                                            | Ukrajna (UKR)                                                  | 0                                                              | 2                                                              | 0                                                              | 2        |
| 11.                                                            | Csehország (CZE)                                               | 0                                                              | 1                                                              | 0                                                              | 1        |
| 11.                                                            | Kanada (CAN)                                                   | 0                                                              | 1                                                              | 0                                                              | 1        |
| 11.                                                            | Kína (CHN)                                                     | 0                                                              | 1                                                              | 0                                                              | 1        |
|                                                                |                                                                |                                                                |                                                                |                                                                |          |
| 14.                                                            | Dánia (DEN)                                                    | 0                                                              | 0                                                              | 2                                                              | 2        |
| 15.                                                            | Argentína (ARG)                                                | 0                                                              | 0                                                              | 1                                                              | 1        |
| 15.                                                            | Japán (JPN)                                                    | 0                                                              | 0                                                              | 1                                                              | 1        |
| 15.                                                            | Lengyelország (POL)                                            | 0                                                              | 0                                                              | 1                                                              | 1        |
| 15.                                                            | Olaszország (ITA)                                              | 0                                                              | 0                                                              | 1                                                              | 1        |
| 15.                                                            | Szlovénia (SLO)                                                | 0                                                              | 0                                                              | 1                                                              | 1        |
| 15.                                                            | Svédország (SWE)                                               | 0                                                              | 0                                                              | 1                                                              | 1        |
|                                                                |                                                                |                                                                |                                                                |                                                                |          |
| Összesen                                                       | Összesen                                                       | 11                                                             | 11                                                             | 11                                                             | 33       |

## Érmesek

### Férfi
| A 2004. évi nyári olimpiai játékok férfi érmesei vitorlázásban |                                                        |                                                    |                                                      |
| Versenyszám                                                    | Arany                                                  | Ezüst                                              | Bronz                                                |
| Szörfvitorlázás                                                | Gal Fridman · Izrael (ISR)                             | Nikólaosz Kaklamanákisz · Görögország (GRE)        | Nick Dempsey · Nagy-Britannia (GBR)                  |
| Finn dingi                                                     | Ben Ainslie · Nagy-Britannia (GBR)                     | Rafael Trujillo Villar · Spanyolország (ESP)       | Mateusz Kusznierewicz · Lengyelország (POL)          |
| Csillaghajó                                                    | Brazília (BRA) · Torben Grael · Marcelo Ferreira       | Kanada (CAN) · Ross Macdonald · Mike Wolfs         | Franciaország (FRA) · Xavier Rohart · Pascal Rambeau |
| 470-es osztály                                                 | Egyesült Államok (USA) · Paul Foerster · Kevin Burnham | Nagy-Britannia (GBR) · Nick Rogers · Joe Glanfield | Japán (JPN) · Szeki Kazuto · Todoroki Kendzsiró      |

### Női
| A 2004. évi nyári olimpiai játékok női érmesei vitorlázásban |                                                                     |                                                                         |                                                                   |
| Versenyszám                                                  | Arany                                                               | Ezüst                                                                   | Bronz                                                             |
| Szörfvitorlázás                                              | Faustine Merret · Franciaország (FRA)                               | Jin Csien (Yin Jian) · Kína (CHN)                                       | Alessandra Sensini · Olaszország (ITA)                            |
| Europe                                                       | Siren Sundby · Norvégia (NOR)                                       | Lenka Šmídová · Csehország (CZE)                                        | Signe Livbjerg · Dánia (DEN)                                      |
| 470-es osztály                                               | Görögország (GRE) · Szofía Bekatóru · Emilía Cúlfa                  | Spanyolország (ESP) · Natalia Vía Dufresne · Sandra Azón                | Svédország (SWE) · Therese Torgersson · Vendela Zachrisson        |
| Yngling                                                      | Nagy-Britannia (GBR) · Shirley Robertson · Sarah Webb · Sarah Ayton | Ukrajna (UKR) · Ruszlana Taran · Hanna Kalinyina · Szvitlana Matevuseva | Dánia (DEN) · Dorte O. Jensen · Helle Jespersen · Christina Otzen |

### Nyílt számok
| A 2004. évi nyári olimpiai játékok érmesei nyílt vitorlázásban |                                                        |                                                         |                                                      |
| Versenyszám                                                    | Arany                                                  | Ezüst                                                   | Bronz                                                |
| Laser                                                          | Robert Scheidt · Brazília (BRA)                        | Andreas Geritzer · Ausztria (AUT)                       | Vasilij Žbogar · Szlovénia (SLO)                     |
| Könnyű 49-es dingi                                             | Spanyolország (ESP) · Iker Martínez · Xavier Fernández | Ukrajna (UKR) · Rogyion Luka · Heorhij Leoncsuk         | Nagy-Britannia (GBR) · Chris Draper · Simon Hiscocks |
| Tornádó                                                        | Ausztria (AUT) · Roman Hagara · Hans-Peter Steinacher  | Egyesült Államok (USA) · John Lovell · Charlie Ogeltree | Argentína (ARG) · Santiago Lange · Carlos Espínola   |